# Česká fotbalová reprezentace do 18 let
Česká fotbalová reprezentace do 18 let je mládežnickou kategorií české reprezentace, nastupují za ni hráči pod 18 let. Je nástupce československé reprezentace do 18 let, která se účastnila International Youth Tournamentu. Nejvíce startů za reprezentaci (22) má David Kobylík, nejlepším střelcem je se 6 góly Jakub Mareš (k 5. 4. 2025).